# Eoleucodon
Eoleucodon là một chi rêu trong họ Leucodontaceae.